# ماريون جونز
ماريون جونز (بالإنجليزية: Marion Jones-Thompson) المعروفة أيضا باسم ماريون جونز ثومبسون (من مواليد 12 أكتوبر 1975) هي بطلة العالم سابقا في ألعاب القوى، والآن لاعبة كرة السلة للمحترفين في فريق تولسا شوك في دوري كرة السلة الأمريكي النسائي. لها إنجازات كبيرة، فإضافة إلى ذهبيات 100م و200 متر والتتابع 4 مرات 400 متر تتابع وبرونزيتي التتابع 4 مرات 100 متر والوثب الطويل في سيدني 2000، أحرزت 6 ميداليات في بطولة العالم هي ذهبية 100 متر عامي 97 و99 وذهبية 200 متر عام 2001 وذهبية التتابع 4 مرات 100 متر عام 1997 وفضية 100 متر عام 2001 وبرونزية الوثب الطويل عام 1999. تعتبر أول عدائة تفوز بخمس ميداليات دفعة واحدة في دورة أولمبية.
في أكتوبر 2007 ، اعترفت أمام المحكمة الاتحادية الأمريكية ، استهلاك مواد غير مصرح بها في المنافسة. تم ادانتها وسحبت منها الخمس ميداليات الأولمبية واعتزلت ممارسة ألعاب القوى نهائيا.

## مسيرتها
بدأت تحصد الألقاب منذ مرحلة المدرسة الثانوية حيث اكتسحت بطولات سباقات 100 و200 متر في ولاية كاليفورنيا أربع مرات على التوالي في سنة·1993. وخلال فترة الدراسة الجامعية من 1993 إلى 1997 لم تُهزَم جونز قط في سباقات الجري والقفز الطويل، ولم تتمكن من المشاركة في دورة أتلانتا 1996 بسبب الإصابة ، لكن سنة 1998 كان عام الإنجازات الكبرى بالنسبة لها حيث احتلت المرتبة الأولى عالمياً في سباقات 100 و200 متر والقفز الطويل.

### فضيحة المنشطات
كانت جونز في كل مرة تبعد الشبهات عنها، فانفصلت عن زوجها الأول سي جي هنتر الذي توج بطلاً أولمبياً في رمي الكرة الحديدية في سيدني، بعد انكشاف أمره بالتنشط وتجريده من الميدالية الذهبية، ثم عن صديقها العداء تيم مونتغومري الذي أنجبت منه طفلاً للأسباب ذاتها، لتتزوج ثانية من العداء النيجيري السابق اوباديلي طومسون. ورغم الشهادات المتعددة والمتكررة في غير صالحها، بقيت جونز بمنأى عن أي إدانة خصوصاً في غياب الأدلة وبشكل خاص عدم وجود نتائج ايجابية للفحوص المضادة تثبت تورطها في قضايا المنشطات.
لكن سنة 2007 اعترفت بتناولها مواد منشطة في رسالة إلى أحد أقاربها سربها الأخير إلى صحيفة واشنطن بوست. في تلك الرسالة قالت بأنها تناولت مادة تي ايتش جي بناء على نصائح مدربها في تلك الحقبة تريفور غراهام، مؤكدة أنها لم تشك ولو للحظة بأن هذه المادة منشطة لأن المدرب كان يؤكد لها بأنها مواد مغذية.

اعترفت جونز أمام القاضي الذي مثلت أمامه في أكتوبر 2007 قائلة 

## انجازات

### نتائج
| سنة  | منافسة            | مكان     | مرتبة                                                                             | رقم                                      |
| ---- | ----------------- | -------- | --------------------------------------------------------------------------------- | ---------------------------------------- |
| 1997 | بطولة العالم      | أثينا    | 1ª في 100 متر m 1ª في 4x100                                                       | 10,83 ث 41,47 ث                          |
| 1999 | بطولة العالم      | إشبيلية  | 1ª في 100 متر 3ª في قفز طويل                                                      | 10,70 ث 683 سم                           |
| 2000 | الألعاب الأولمبية | سيدني    | 1ª في 100 متر 1ª في 200 متر 3ª في قفز طويل 3ª في 100 متر تتابع 1 في 400 متر تتابع | 10,75 ث 21,84 ث 692 سم 42,20 ث 3:22,62 ث |
| 2001 | بطولة العالم      | إدمونتون | 2ª في 100 متر 1ª في 200 متر 1ª في 100 متر تتابع                                   | 10,85 22,39 41,71                        |
| 2004 | الألعاب الأولمبية | أثينا    | 5ª في قفز طويل                                                                    | 685 سم                                   |

## روابط خارجية
- ماريون جونز على موقع IMDb (الإنجليزية)
- ماريون جونز على موقع الموسوعة البريطانية (الإنجليزية)
- ماريون جونز على موقع إن إن دي بي (الإنجليزية)
- ماريون جونز على موقع قاعدة بيانات الفيلم (الإنجليزية)

- ماريون جونز على موقع الاتحاد الدولي لألعاب القوى (الإنجليزية)
- ماريون جونز على موقع الاتحاد الوطني لكرة السلة النسائية (الإنجليزية)
- ماريون جونز على موقع كرة السلة الأوروبية.كوم (الإنجليزية)
- ماريون جونز على موقع كلية كرة السلة في سبورتس رفرنس.كوم (الإنجليزية)
- ماريون جونز على موقع بروبوليرز (الإنجليزية)
- ماريون جونز على موقع سبورتس رفرنس (الإنجليزية)
- ماريون جونز على موقع اللجنة الأولمبية الدولية (الإنجليزية)
- ماريون جونز على موقع أوليمبيديا (الإنجليزية)
- ماريون جونز على موقع اللجنة الأولمبية والبارالمبية الأمريكية (الإنجليزية)

## وصلات خارجية
- WNBA Player Profile
- New York Times Topic: People: Marion Jones